# Igreja Católica na Europa
A Igreja Católica Apostólica Romana está geograficamente centrada na Santa Sé de Roma. Cerca de 34% da população europeia, hoje, é católica, mas apenas cerca de um quarto de todos os católicos em todo o mundo residem na Europa, devido à atividade missionária histórica, especialmente na América Latina.

## Estatísticas por região
| Região           | População total | Católicos   | % de Católicos | % total de Católicos |
| ---------------- | --------------- | ----------- | -------------- | -------------------- |
| Bálcãs           | 65.407.609      | 6.612.175   | 10,109%        | 0,649%               |
| Europa Central   | 74.510.241      | 51.457.684  | 69,061%        | 5,051%               |
| Europa Oriental  | 212.821.296     | 9.505.200   | 4,466%         | 0,933%               |
| Europa Ocidental | 375.832.557     | 168.622.083 | 44,866%        | 16,55%               |
| Total            | 728.571.703     | 236.197.142 | 32,419%        | 23,183%              |

## Por país
| - Albânia - Alemanha - Andorra - Armênia - Áustria - Azerbaijão - Bélgica - Bielorrússia - Bósnia e Herzegovina - Bulgária - Cazaquistão | - Chipre - Croácia - Dinamarca - Eslováquia - Eslovênia - Espanha - Estônia - Finlândia - França - Geórgia - Grécia | - Hungria - Irlanda - Islândia - Itália - Letônia - Liechtenstein - Lituânia - Luxemburgo - Macedônia - Malta - Moldávia | - Mônaco - Montenegro - Noruega - Países Baixos - Polônia - Portugal - Reino Unido - Escócia - Inglaterra - Irlanda do Norte - País de Gales | - República Tcheca - Romênia - Rússia - San Marino - Sérvia - Suécia - Suíça - Turquia - Ucrânia - Vaticano |

## Países tradicionalmente católicos
Os países europeus que tradicionalmente pertencem ao catolicismo são: 
| - Alemanha - Andorra - Áustria - Bélgica - Croácia - Eslováquia |  | - Eslovênia - Espanha - França - Hungria - Holanda - Irlanda - Itália | - Letônia, parte sudeste - Liechtenstein - Lituânia - Luxemburgo - Malta - Mónaco | - Polónia - Portugal - República Tcheca - San Marino - Suíça - Vaticano |